# Countdown zum Zweiten Weltkrieg
Der Countdown zum Zweiten Weltkrieg ist eine fünfteilige Geschichtsdokumentation aus dem Jahr 2018, die sich mit der Vorgeschichte des Zweiten Weltkriegs befasst und dabei die janusköpfige Kriegsstrategie des NS-Staates, die versagende Appeasement-Politik Chamberlains und die letztlich erfolglosen Bemühungen einen großen Krieg nach der Katastrophe des Ersten Weltkriegs zu vermeiden darstellt. Jede Folge umfasst 45 Minuten.

## Überblick über den Inhalt der Folgen
| Nr. (ges.) | Nr. (St.) | Originaltitel                           | Erstausstrahlung |
| --- | --------- | --------------------------------------- | ---------------- |
| 1 | 1         | Täuschung – September bis Dezember 1937 | Michael Kloft    |
| Die Dokumentation folgt dem US-amerikanischen Filmemacher Julien Bryan, der den Weg Deutschlands in die Diktatur beschreibt. |           |                                         |                  |
| 1 | 2         | Erpressung – Januar bis April 1938      | Michael Kloft    |
| In dieser Folge wird die Blomberg-Fritsch-Krise thematisiert, in deren Folge der NS-Staat die Schlüsselpositionen für den Weg in den Krieg mit ergebenen Parteigängern besetzen kann. Die Folge endet mit dem Einmarsch deutscher Truppen in Österreich. |           |                                         |                  |
| 1 | 3         | Verrat – Mai bis September 1938         | Michael Kloft    |
| Das Münchner Abkommen steht im Mittelpunkt dieser Folge, das die Tschechoslowakei für eine deutsche Aggression ausliefern sollte. |           |                                         |                  |
| 1 | 4         | Aggression – Oktober 1938 bis März 1939 | Michael Kloft    |
| Das Attentat Herschel Grynszpans auf einen deutschen Diplomaten wird zu Beginn der Folge thematisiert, die dem NS-Staat einen Anlass für offene Aggression gegen die jüdische Mitbürgerinnen und Mitbürgern erlaubt (Novemberpogrome 1938). Durch die Erpressung der jüdischen Bevölkerung fließen Millionenwerte in die Kriegskasse des NS-Staates. Der Einmarsch in Prag wird dargestellt und der NS-Staat plant den Überfall auf Polen. |           |                                         |                  |
| 1 | 5         | Höllenfahrt – April bis August 1939     | Michael Kloft    |
| Die Folge widmet sich den weiteren Kriegsvorbereitungen für den Überfall auf Polen. |           |                                         |                  |

In der Dokumentation wechseln sich historische Filmaufnahmen mit Beiträgen von Historikerinnen und Historikern ab. So ordnen u. a. die Historiker Peter Longerich und Isabel Heinemann die einzelnen Filmbeiträge sowie die historischen Vorgänge ein.